# Ліана Ланга
Ліана Ланга (латис. Liāna Langa, справжнє ім'я Ліана Бокша — латис. Liāna Bokša; нар. 23 лютого, 1960, Рига, СРСР) — латвійська поетеса, публіцист та громадський діяч.

## Життєпис
Ліана Ланга народилася 23 лютого 1960 у Ризі. Вивчала філологію у Латвійському університеті. Ланга працювала редактором літературного журналу «Latvju Teksti».
2022 року через вторгнення Росії в Україну Ланга почала брати активну участь у громадянській кампанії «Возз'єднання Латвії!» (латис. Atkrievisko Latviju!), метою якої, серед іншого, є зміцнення латиської мови як єдиної державної, дерусифікація державних установ і підприємств та подолання наслідків русифікації Латвії.

## Твори
- Te debesis, te ciparnīca (1997)
- Iepūt taurītē, Skorpion! (2001)
- Antenu burtnīca (2006)
- Es varēju nesteigties (2008)
- Vilkogas (2010)
- Velēnu kleita (2018)